# Cassena tricolor
Cassena tricolor es un coleóptero de la familia Chrysomelidae. Fue descrita en 1963 por Gressitt & Kimoto.